# Передур, син Еврауга
Передур, син Еврауга (вел. Peredur fab Efrawg) је једна од Три велшке романсе повезане са Мабиногионом. Она приповеда причу која је отприлике аналогна недовршеној поеми Парсифал, или легенда о Светом гралу француског песника Кретјена де Троа, али садржи многе упадљиве разлике у односу на то дело — најупадљивија је одсуство централног предмета француске песме, Грала.

## Синопсис
Централни лик ове приче је Передур, син Ефрауга (Јорка). Као и у Кретјеновом Парсифалу, јунаков отац умире док је он још дечак, па га мајка одводи у шуму и подиже у изолацији.
Једном приликом, он сусреће групу витезова и одлучује да постане попут њих, па креће ка двору краља Артура. Тамо га исмева витез Кеј, након чега креће у нове авантуре, обећавајући да ће се осветити Кеју и онима који су га бранили. Током путовања, сусреће двојицу својих ујака. Први (који има улогу Горнемана из Парсифала) подучава га витешким вештинама и саветује га да не поставља питања о ономе што види. Други (који замењује Краља Рибара) му показује послужавник на ком се налази одсечена глава. Млади витез не пита ништа о томе и наставља своје авантуре, укључујући и боравак код Девет чаробница из Глостера и сусрет са женом која ће постати његова права љубав — Анхарадом Златноруком.
Передур се враћа на Артуров двор, али убрзо креће у нову серију пустоловина које се не поклапају са оним што се дешава у Парсифала (у француској верзији тај део заузимају Гавејнови подвизи). На крају, сазнаје да је одсечена глава у двору његовог ујака припадала његовом рођаку, кога су убиле Девет чаробница. Передур се свети убиством чаробница, уз помоћ краља Артура и осталих, и бива прослављен као јунак.

## Извори и аналогије
Као и у случају других велшких романси, стручњаци расправљају о тачној вези овог дела са Кретјеновим поемом. Могуће је да Передур чува неке елементе који су постојали у извору који је користио Кретјен. Редослед догађаја у Передуру се делимично разликује, и појављују се многи оригинални епизоде — укључујући Передурову владавину у Константинопољу. Уместо Грала, појављује се одсечена глава на тањиру, што одражава митове о Брану Благословеном из Мабиногиона. Ипак, упркос овим наизглед традиционалним елементима, утицај француске романсе се не може занемарити. Као што истиче класичар Џон Кери, постоје значајне паралеле, неке од речи до речи, између Кретјенове поеме и Передура — нарочито у разговору између Гавејна / Гвалхмаја и Парсифала / Передура, који се дешава након што Гавејн покрије крв у снегу која Парсифала / Передура подсећа на његову љубав (Бланшфлор код Кретјена). Поред тога, црнокоса чаробница описује крваво копље које је Передур видео раније као мало копље које носи један младић и са кога се слива једна кап крви (као код Кретјена), али тај опис се разликује од ранијег у Передуру, где се копље приказује као џиновско, које носе два младића и са кога се сливају три капи крви.
Јунак поеме има оца, Еврауга, чије је име етимолошки повезано са Јорком (савремени велшки назив за Јорк је Efrog или Caerefrog, изведено из римског Eboracum преко бритског Caer Ebrauc који спомиње Неније). Стога се може нагађати да је Передур заснован на бритском кнезу који је владао на подручју данашње северне Енглеске. Међутим, не постоје поуздани докази о постојању велшке династије у области Јорка, а легендарне изворе увек треба узимати с резервом. Сам Кери повезује лик Передура из ове романсе, а посредно и Парсифала, са другим, натприродним ликом из Мабиногиона — Придеријем, као што су то учинили и други истраживачи. Наравно, није неопходно проналазити извор за сваки детаљ у наративу — могуће је да је приповедач слободно и маштовито стварао. Паралела се може пронаћи у ирским народним причама које наводи Џ. Е. Кервин-Вилијамс у делу Y Storïwr Gwyddeleg a’i Chwedlau, где и сам аутор признаје да облик приче зависи од публике којој се прича приповеда. Стога, није увек потребно тражити књижевне изворе за овакве приче у њиховом средњовелшком облику — уосталом, већина писаних извора је вероватно нестала, и не постоји начин да се сазна да ли су преживели текстови представници ширег корпуса који је некада постојао.